# Campeonato Mundial de Ciclismo de Montaña de 1993
El IV Campeonato Mundial de Ciclismo de Montaña se celebró en la localidad de Métabief (Francia) en 1993, bajo la organización de la Unión Ciclista Internacional (UCI) y la Federación Ciclista de Francia. 
Se compitió en 2 disciplinas, las que otorgaron un total de 4 títulos de campeón mundial:
- Descenso (DH) – masculino y femenino
- Campo a través (XC) – masculino y femenino

## Resultados

### Masculino
| Evento         | Oro                         | Plata                             | Bronce                        |
| -------------- | --------------------------- | --------------------------------- | ----------------------------- |
| Descenso       | Michael King Estados Unidos | Paolo Caramellino · Italia ·      | Myles Rockwell Estados Unidos |
| Campo a través | Henrik Djernis Dinamarca    | Marcel Gerritsen · Países Bajos · | Jan Erik Østergaard Dinamarca |

### Femenino
| Evento         | Oro                         | Plata                     | Bronce                      |
| -------------- | --------------------------- | ------------------------- | --------------------------- |
| Descenso       | Giovanna Bonazzi · Italia · | Kim Sonier Estados Unidos | Missy Giove Estados Unidos  |
| Campo a través | Paola Pezzo · Italia ·      | Jeannie Longo Francia     | Ruth Matthes Estados Unidos |

## Medallero
| Núm. | País           | Oro | Plata | Bronce | Total |
| ---- | -------------- | --- | ----- | ------ | ----- |
| 1    | Italia         | 2   | 1     | 0      | 3     |
| 2    | Estados Unidos | 1   | 1     | 3      | 5     |
| 3    | Dinamarca      | 1   | 0     | 1      | 2     |
| 4    | Francia        | 0   | 1     | 0      | 1     |
| 4    | Países Bajos   | 0   | 1     | 0      | 1     |
|      | TOTAL          | 4   | 4     | 4      | 12    |